# Willingale Spain

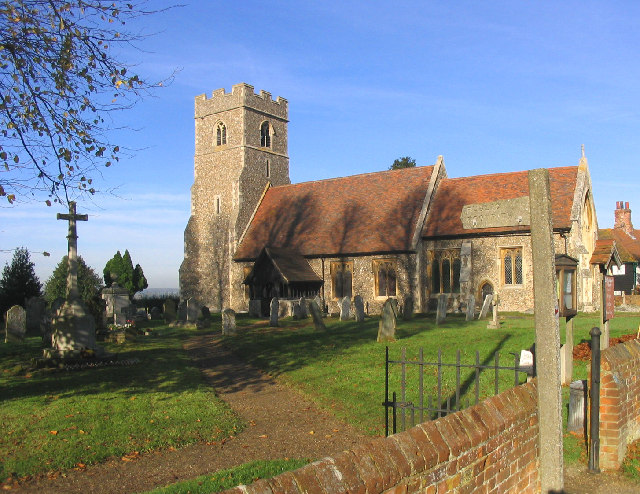
Christoffelkerk van Willingale Doe

Willingale Spain is een dorpje en voormalige parochie in het Engelse graafschap Essex. Samen met Willingale Doe vormt het de civil parish Willingale. Willingale heeft een kleine dorpskern en wat verspreid liggende groepjes gebouwen. De parochies grenzen aan elkaar en de twee parochiekerken staan op een onderlinge afstand van 46 m op hetzelfde kerkhof. Op de afbeelding links vormt het hek de scheiding tussen "Doe" en "Spain", twee voetpaden leiden naar twee kerken.
De aan de apostel Andreas gewijde parochiekerk van Willingale Spain, waarvan het schip uit de twaalfde eeuw stamt en het priesterkoor uit de vijftiende, heeft een vermelding op de Britse monumentenlijst.